# 果物を盗む3匹の猿
『果物を盗む3匹の猿』（くだものをぬすむさんびきのさる、仏: Trois singes voleurs de fruits, avec échappée sur un paysage、英: Three Monkeys Stealing Fruit）は、フランドルのバロック期の画家で、静物画を多数描いたフランス・スナイデルス が1640年代ごろ、キャンバス上に油彩で制作した絵画である。絵画はルイ・ラ・カーズ氏のコレクションにあったもので、1869年に氏の他の多数の作品とともに寄贈されて以来、パリのルーヴル美術館に所蔵されている。

## 作品
スナイデルスは、17世紀前半に最も数多くの静物画を制作した画家の1人である。その総数は300点以上あり、しかもその多くが大きな作品である。ピーテル・パウル・ルーベンスのような有名画家との共同制作もしている。スナイデルスは、ときに風俗画のようなモティーフを静物画に描きこむことがあり、本作における果物を盗む猿たちがその例である。
画面では、2匹のオナガザルと1匹のオマキザルが、あたかも風刺劇のように眼前に積みあがった果物を巡って争っている。ブドウ、モモ、アンズ、マルメロ、ナッツが籠から零れ落ち、そのそばにメロンやイチゴが見える。果物がふんだんにあるにもかかわらず、猿たちは取り合って喧嘩している。左のオナガザルは大きなナシを手中に収めているが、後ろから籠に登ってきた猿の手の中からヘーゼルナッツをひったくろうとしている。右には、プラムの枝に手を伸ばしているオマキザルが見える。
猿は、西洋では古くから貪欲さの象徴である。本作の猿たちも、単に動物の衝動だけでなく、不摂生と大食という人間の不品行を表しており、スナイデルスはそうした批判をたびたび静物画に込めている。なお、本作の左側には風景が垣間見えるが、風景を静物画に描くのはスナイデルスと同時代のフランドルの画家ヤン・フェイト、およびイタリアの絵画に由来し、1640年代のフランドルで広まった。